# Rolf Söderberg
Rolf Söderberg, född 29 november 1918 i Stockholm, död 19 mars 2013, var en svensk författare, museiman och konstkännare.